# 体重減少

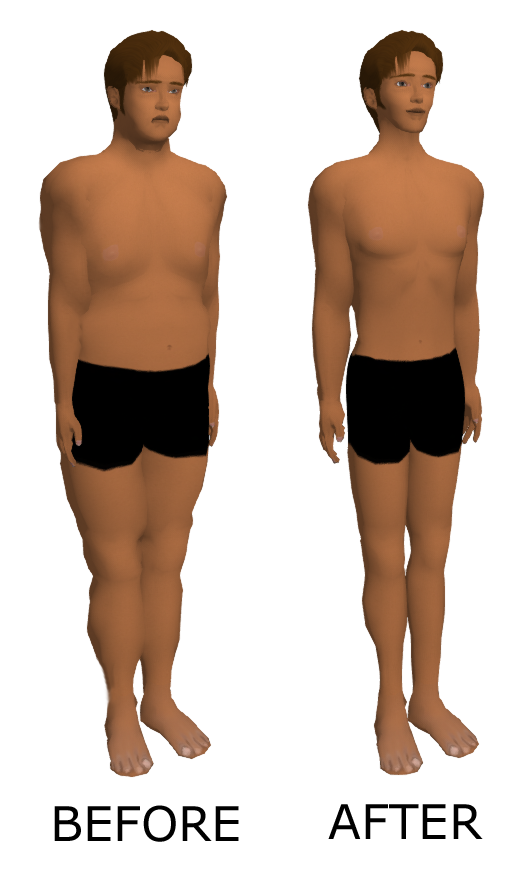
人体の体重減少のイメージ

この項目では、生体における体重減少（weight loss）について概説する。生体、殊に人体において体重は、体水分量や体脂肪量、あるいは筋骨格系の重量などによって規定される。したがって体重減少とは、組織を構成するこれら諸成分の量が何らかの原因により減少した結果と理解される。
肥満が社会問題になっている現代社会においては、体重減少という用語が美容や健康増進の文脈で用いられることも多い。しかし、図らずも体重の減少を自覚した場合、その背景に何らかの疾患が関与している可能性もある。

## 病的な体重減少
体重を規定する成分のうち、最も大きな割合を占めるのは水分である。体水分量は、排出や蒸泄による変動が大きく、1日あたり1パーセントを超えるほどの大幅な体重減少は全て水分の欠乏によるものだとみなしてよい。とりわけ、灌流障害を伴うほどの急性脱水症の場合の体重減少は、青少年で約9パーセント、乳児で約15パーセントに達するという。
体脂肪は、水分ほど急激には変化しないが、長期的な体重の減少をもたらすほどの体脂肪量の変動は、摂食行動や代謝・内分泌系の異常を反映する症候として重要であり、程度が甚だしい場合は「るいそう（羸痩、emaciation）」と称される。例えば、ボディイメージの障害である神経性食思不振症（拒食症）や脂肪の合成能が低下する1型糖尿病は著明な体重減少を招きやすい疾患として代表的である。結核などの感染症、悪性腫瘍、あるいはエイズやうつ病なども体重減少の原因となる。
その他、筋萎縮性側索硬化症のような筋萎縮を伴う疾患でも体重減少が認められることが知られている。

## 健康のための体重減少
これまでの研究結果から、大幅な減量後は代謝が著しく低下するだけでなく、減った体重が元に戻っても代謝が減量前の水準に戻ることはないことが判明している。つまり、体重を大幅に減らした人は、その減量を維持するために非常に低いカロリー摂取に徹する必要があるのである。アメリカのある有名なダイエット番組の出場者は、239キロの減量をして191キロの体重を達成したが、6年後、減った体重が100キロ戻った後でも、体重を維持するために1日800キロカロリーしか食べられなくなったそうである。
健康のために減量するには、激しい運動競技に出場して低カロリーの食事を撮るのではなく、ヘルシーな自然食品を適度に食べる、加工食品を避ける、定期的に体を動かすなど、理にかなったアドバイスを続けて、健康的な体重を維持する必要があるという。